# George Clement Perkins

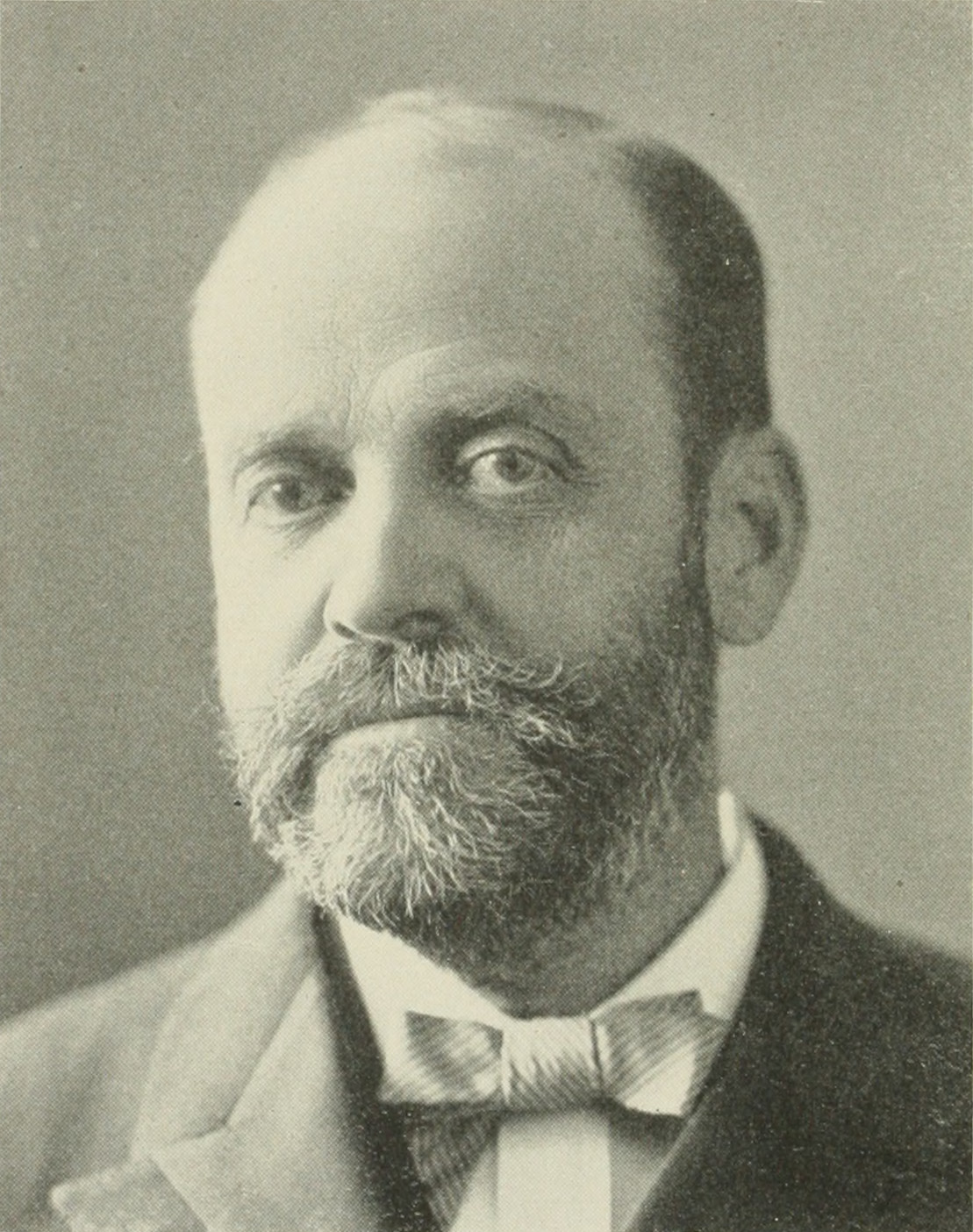

George Clement Perkins (ur. 23 sierpnia 1839 w Kennebunkport w stanie Maine, zm. 26 lutego 1923 w Oakland w stanie Kalifornia) – amerykański polityk, działacz Partii Republikańskiej, przedsiębiorca, wolnomularz.
W latach 1869–1876 zasiadał w Senacie stanu Kalifornia. Od 1880 do 1883 pełnił funkcję gubernatora tego stanu. W latach 1893–1915 był senatorem 3. klasy z Kalifornii.
W 1864 poślubił Ruth A. Parker. Para miała siedmioro dzieci.